# Chang’e 3

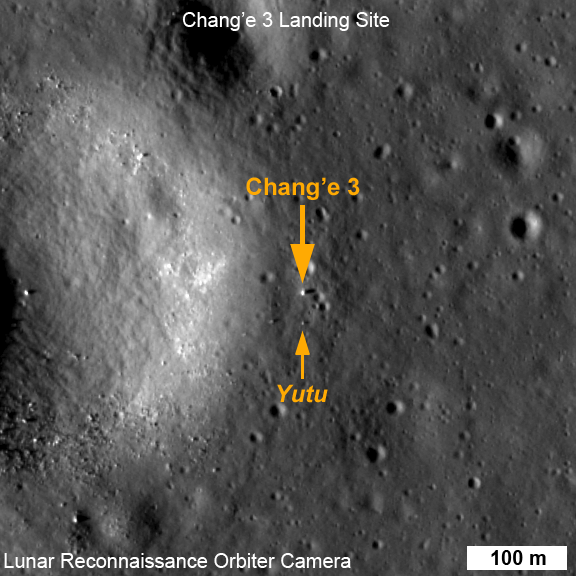
Chang’e 3 i łazik Yutu na zdjęciu wykonanym przez sondę Lunar Reconnaissance Orbiter

Chang’e 3 (chiń. upr. 嫦娥三号; chiń. trad. 嫦娥三號; pinyin Cháng’é sān hào) – chińska sonda kosmiczna przeznaczona do badań Księżyca. W ramach misji na Księżyc dotarł lądownik z łazikiem Yutu („Jadeitowy Królik”, „Nefrytowy Królik”). Udane lądowanie nastąpiło 14 grudnia 2013 o 13:11 UTC. Jest to trzecia misja w ramach chińskiego programu badań Księżyca (program Chang’e).

## Konstrukcja sondy
Lądownik jest zasilany przez radioizotopowy generator termoelektryczny i wyposażony we własne kamery oraz instrumenty naukowe do badań powierzchni i obserwacji astronomicznych, w tym teleskop działający w zakresie bliskiego ultrafioletu i kamerę ultrafioletową do obserwacji wpływu pogody kosmicznej na jonosferę Ziemi. Oprócz tego, będzie przesyłać dane między łazikiem a Ziemią.
Łazik Yutu to sześciokołowy pojazd, podobny do amerykańskich łazików Mars Exploration Rover. Jest zasilany przez panele słoneczne. Przetrwanie długich nocy księżycowych mają umożliwić niewielkie grzejniki radioizotopowe. Robot posiada trzy zestawy kamer: panoramiczną, umieszczoną na wysokim maszcie, oraz nawigacyjne i inżynieryjne. Ma także składane ramię wyposażone w instrumenty mogące przeprowadzić m.in. badania regolitu księżycowego. Nazwa łazika została wybrana w głosowaniu, nawiązuje ona do chińskiego mitu o bogini Chang’e.

### Instrumenty naukowe
Instrumenty na pokładzie lądownika:
- kamera na maszcie - kamera panoramiczna umieszczona na szczycie masztu wykonująca zdjęcia i filmy otoczenia lądownika oraz monitorująca jazdę łazika po powierzchni Księżyca
- kamera lądowania - umieszczona u podstawy lądownika kamera z matrycą Micro-CMOS o rozdzielczości 1280 × 1024 pikseli wykonująca zdjęcia terenu podczas lądowania
- teleskop ultrafioletu - teleskop Ritcheya–Chrétiena o aperturze 150 mm do prowadzenia obserwacji astronomicznych w ultrafiolecie z powierzchni Księżyca w zakresie długości fal 245 - 340 nm; zasięg 13 mag
- kamera skrajnego ultrafioletu - kamera do prowadzenia obserwacji ziemskiej plazmosfery z powierzchni Księżyca na długości fali 30,4 nm; pole widzenia 16°, rozdzielczość kątowa 0,1°, rozdzielczość czasowa 10 min

Instrumenty na pokładzie łazika:
- dwie kamery panoramiczne - kamery na maszcie umożliwiające otrzymywanie obrazów stereoskopowych otoczenia łazika oraz monitorujące stan lądownika
- radar penetrujący grunt - dwukanałowy georadar pracujący na częstotliwościach 60 MHz i 500 MHz umożliwi zbadanie struktury księżycowego regolitu i skorupy do głębokości > 100 m
- spektrometr obrazujący w świetle widzialnym i bliskiej podczerwieni - umieszczony na ramieniu wysięgnika spektrometr wykonujący pomiary składu minerałów na powierzchni Księżyca; obserwacje w zakresie długości fal 0,45 - 2,4 μm; rozdzielczość widmowa < 8 nm w zakresie 450 - 950 nm i < 12 nm w zakresie 900 - 2400 nm
- spektrometr cząstek alfa i promieniowania X (Alpha Particle X-ray Spectrometer) - instrument umieszczony na ramieniu wysięgnika wykonujący analizy składu powierzchni Księżyca

## Przebieg misji
Sonda Chang’e 3 została wystrzelona z Ziemi 2 grudnia 2013 r. o godz. 1:30 czasu miejscowego (1 grudnia o 17:30 UTC) z bazy Xichang i po niecałych pięciu dniach lotu weszła na orbitę okołoksiężycową. Po przeprowadzeniu ostatnich testów przez kontrolę naziemną lądownik wylądował 14 grudnia na widocznej stronie Księżyca na obszarze Mare Imbrium na wschód od Sinus Iridum. Po wylądowaniu na powierzchnię została opuszczona rampa, po której zjechał łazik. Oba urządzenia mają funkcjonować przez co najmniej trzy miesiące.
Szczegółowy przebieg misji:
- 1 grudnia 2013, 17:30 UTC - start sondy z kosmodromu Xichang na orbitę transferową o parametrach: perygeum 210 km, apogeum 389 109 km, inklinacja 28,5°[11]
- 6 grudnia 2013, 09:47 UTC - odpalenie silników sondy (na około 6 minut) w celu wejścia na orbitę Księżyca o wysokości 100 km nad powierzchnią[11]
- 10 grudnia 2013, 13:20 UTC - przeprowadzenie manewru obniżenia orbity do wysokości 15 × 100 km[12]
- 14 grudnia 2013, 13:11:18 UTC - zakończenie trwającego 12 minut manewru lądowania na Księżycu w miejscu o współrzędnych 44,1214°N, 19,5116°W[4][13][14]
- 14 grudnia 2013, 20:40 UTC - zjazd łazika Yutu z lądownika na powierzchnię Księżyca[15]
- 25 grudnia 2013, 21:23 UTC - łazik Yutu został wprowadzony w stan hibernacji na czas nocy księżycowej. Tego samego dnia w stan hibernacji wszedł także lądownik[16]
- 10 stycznia 2014, 21:09 UTC - po zakończeniu nocy księżycowej łazik Yutu wyszedł ze stanu hibernacji[17]
- 12 stycznia 2014, 00:21 UTC - ze stanu hibernacji wyszedł lądownik[17]
- 24 stycznia 2014 - lądownik wszedł w stan hibernacji na czas nocy księżycowej[18]
- 25 stycznia 2014 - w stan hibernacji wszedł łazik Yutu. Przed wprowadzeniem w ten stan na pokładzie łazika doszło do awarii mechanicznej[18]
- 10 lutego 2014 - lądownik wyszedł ze stanu hibernacji
- 12 lutego 2014 - łazik wyszedł ze stanu hibernacji. Kontrola lotu nadal próbuje zidentyfikować przyczynę usterki mechanicznej na jego pokładzie[19]
- 22 lutego 2014 - łazik Yutu ponownie wszedł w stan hibernacji na czas nocy księżycowej. Podczas minionego dnia księżycowego łazik wykonywał jedynie obserwacje stacjonarne. Radar, kamera panoramiczna i spektrometr obrazujący w podczerwieni znajdujące się na pokładzie łazika funkcjonowały normalnie, nie został jednak rozwiązany problemem awarii mechanicznej. 23 lutego w stan hibernacji wszedł także lądownik. Podczas minionego dnia księżycowego lądownik kontynuował obserwacje ziemskiej plazmosfery i obserwacje astronomiczne przy użyciu teleskopu oraz kamery skrajnego ultrafioletu[20]